# WWF Aggression
WWF Aggression ist ein Rapalbum der World Wrestling Federation (WWF, heute: World Wrestling Entertainment, WWE). Es wurde am 21. März 2000 über Priority Records veröffentlicht und enthält Hip-Hop-Versionen diverser Eintrittsmusiken der damaligen WWF-Wrestler.

## Hintergrund
Seit dem 1996er Album WWF Full Metal existiert die Reihe WWF The Music, die diverse Eintrittsmusiken der aktuellen WWF-Wrestler sammelte. Damit wurde ein früheres Konzept verabschiedet, das Originalsongs, interpretiert von diversen Wrestlern, enthielt, wie es auf den Alben The Wrestling Album (1985), Piledriver: The Wrestling Album II (1987) und WrestleMania: The Album (1993) üblich war. WWF Aggression ist eher in dieser Linie zu sehen, wobei die Wrestler jedoch nicht ihre eigenen Songs interpretieren.
Vielmehr fragte die WWF bei Exekutivproduzent Mark Copeland vom Hip-Hop-Label Priority Records an und initiierte so eine Zusammenarbeit mit realen Größen der Hip-Hop-Szene wie Run D.M.C., Snoop Dogg und Ice-T. Die auf dem Album vertretenen Tracks sind von der Eingangsmusik diverser Wrestler beeinflusst und stellen eine Art Remix mit Hip-Hop- und Rap-Einlagen dar.

## Titelliste
| Nr.          | Titel                | Musik                                       | Wrestler                | Länge |
| ------------ | -------------------- | ------------------------------------------- | ----------------------- | ----- |
| 1.           | The Kings            | Run-D.M.C.                                  | D-Generation X          | 3:50  |
| 2.           | Wreck                | Kool Keith & Ol’ Dirty Bastard              | Mankind                 | 3:11  |
| 3.           | Know Your Role       | Method Man                                  | The Rock                | 3:15  |
| 4.           | Hell Yeah            | Snoop Dogg & WC                             | Stone Cold Steve Austin | 3:37  |
| 5.           | No Chance            | Redman & Rock (feat. Peanut Butter Wolf)    | Vince McMahon           | 4:16  |
| 6.           | I Won’t Stop         | C-Murder (feat. Magic)                      | Gangrel                 | 3:15  |
| 7.           | Big Red Machine      | Tha Eastsidaz                               | Kane                    | 3:59  |
| 8.           | Break Down the Walls | R.A. the Rugged Man                         | Chris Jericho           | 3:44  |
| 9.           | You Ain’t Hard       | Bad Azz & Techniec                          | The New Age Outlaws     | 3:41  |
| 10.          | Pimpin’ Ain’t Easy   | Ice-T                                       | The Godfather           | 3:11  |
| 11.          | Game                 | Mystikal & Ras Kass                         | Triple H                | 3:58  |
| 12.          | Big                  | Mack 10, K Mac & Boo Kapone (feat. MC Eiht) | Big Show                | 3:54  |
| 13.          | Ministry             | Meeno                                       | The Undertaker          | 3:28  |
| Gesamtlänge: | Gesamtlänge:         | Gesamtlänge:                                | Gesamtlänge:            | 47:19 |

## Titelinformationen
Während die einzelnen Songs von den Hip-Hop-Künstlern interpretiert wurden, wurde das Ausgangsmaterial von Jim Johnston alleine komponiert.
Lediglich vier Songs wurden tatsächlich auch als Auftrittsmusik verwendet: The Kings von Run D.M.C. für D-Generation X, Big von Mack 10, K Mac, Boo Kapone und MC Eiht für The Big Show und Pimpin’ Ain’t Easy von Ice-T für The Godfather wurden über einen längeren Zeitraum verwendet. Know Your Role von Method Man verwendete Dwayne „The Rock“ Johnson dagegen nur einmal zur Promotion des Albums.
Wreck, basierend auf Mankinds Titelmusik, wurde von Kool Keith & Ol’Dirty Bastard überhastet aufgenommen und produziert, da Ol’ Dirty Bastard nur kurze Zeit später eine Haftstrafe wegen illegalen Drogenbesitzes antreten musste.
Ice-T trat bei WrestleMania 2000 auf und rappte Pimpin’ Ain’t Easy live während des Einmarschs von The Godfather und dessen Ho’s (leichtbekleidete Damen, die Prostituierte spielten) sowie D’Lo Brown.

## Produktion
Als Executive Producer waren Mark Copeland und Howard Sadowsky von Priority Records sowie Jim Johnston und Vince McMahon als Vertreter der WWE beteiligt. Die einzelnen Tracks wurden von unterschiedlichen Produzenten umgesetzt, wobei Binky Mack vom Rapduo Allfrumtha I mit insgesamt sieben Songs den Löwenanteil hat. Weitere Produzenten waren unter anderem Jam Master Jay, Kool Keith und Rockwilder.
- Jam Master Jay (Song 1)
- Greg Danylyshyn (Songs 1, 2 und 7)
- Rashad Coes (Songs 1 und 7, Koproduktion)
- Kool Keith (Song 2)
- Rockwilder (Song 3)
- Binky (Songs 4–6, 8, 9, 11 und 12)
- R.A. the Rugged Man (Song 8, Koproduktion)
- Mark „Boogie“ Brown (Song 10)
- Dame Grease (Song 13)

## Erfolg
Das Album war in den Vereinigten Staaten und Kanada ein großer Erfolg und erreichte dort eine Goldene Schallplatte. Im Vereinigten Königreich erhielt das Album Silber.
| Jahr | Titel          | Höchstplatzierung, Gesamtwochen, AuszeichnungChartplatzierungen (Jahr, Titel, Platzierungen, Wochen, Auszeichnungen, Anmerkungen) | Höchstplatzierung, Gesamtwochen, AuszeichnungChartplatzierungen (Jahr, Titel, Platzierungen, Wochen, Auszeichnungen, Anmerkungen) | Höchstplatzierung, Gesamtwochen, AuszeichnungChartplatzierungen (Jahr, Titel, Platzierungen, Wochen, Auszeichnungen, Anmerkungen) | Anmerkungen |
| Jahr | Titel          | CA | UK | US | Anmerkungen |
| ---- | -------------- | --- | --- | --- | ----------- |
| 2000 | WWF Aggression | CA6 Gold · (10 Wo.)CA | UK— SilberUK | US8 Gold · (17 Wo.)US |             |